# Poinsett County
Poinsett County is een county in de Amerikaanse staat Arkansas.
De county heeft een landoppervlakte van 1.963 km² en telt 25.614 inwoners (volkstelling 2000). De hoofdplaats is Harrisburg.

## Bevolkingsontwikkeling

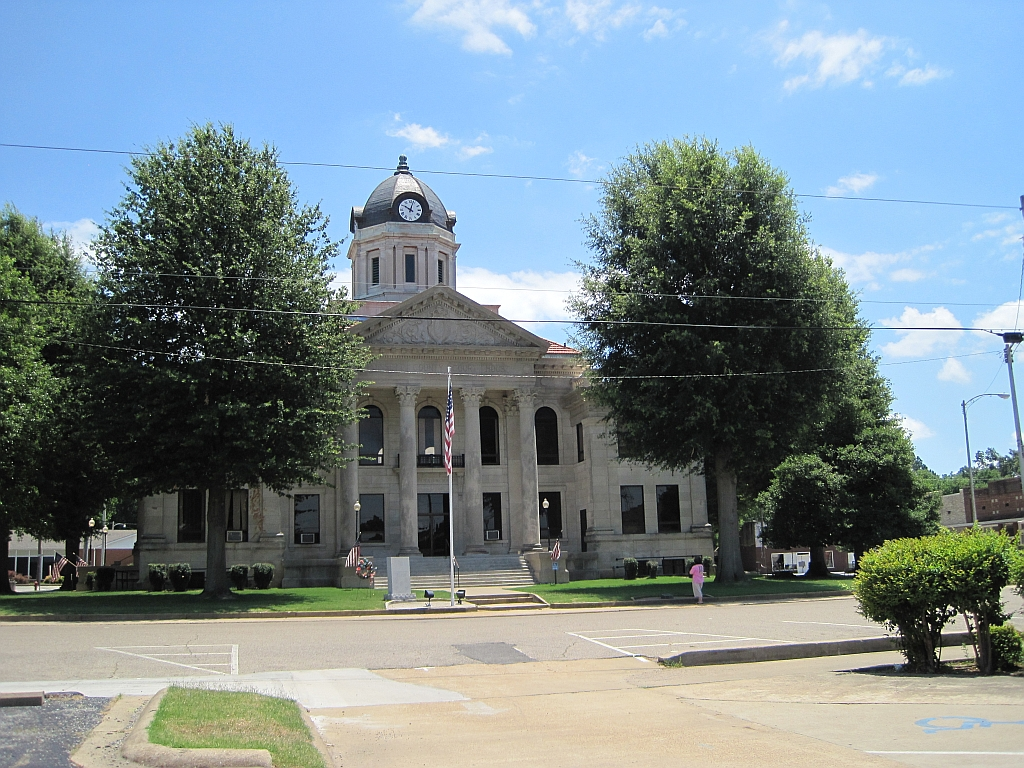
Poinsett County Courthouse